# Saint-Gilles, Manche

Saint-Gilles este o comună în departamentul Manche, Franța. În 1 ianuarie 2022 avea o populație de 987 de locuitori.